# Pothanur
Pothanur là một thị xã panchayat của quận Namakkal thuộc bang Tamil Nadu, Ấn Độ.

## Nhân khẩu
Theo điều tra dân số năm 2001 của Ấn Độ, Pothanur có dân số 13.967 người. Phái nam chiếm 51% tổng số dân và phái nữ chiếm 49%. Pothanur có tỷ lệ 70% biết đọc biết viết, cao hơn tỷ lệ trung bình toàn quốc là 59,5%: tỷ lệ cho phái nam là 78%, và tỷ lệ cho phái nữ là 62%. Tại Pothanur, 9% dân số nhỏ hơn 6 tuổi.